# لجنة الانتخابات المركزية (فلسطين)

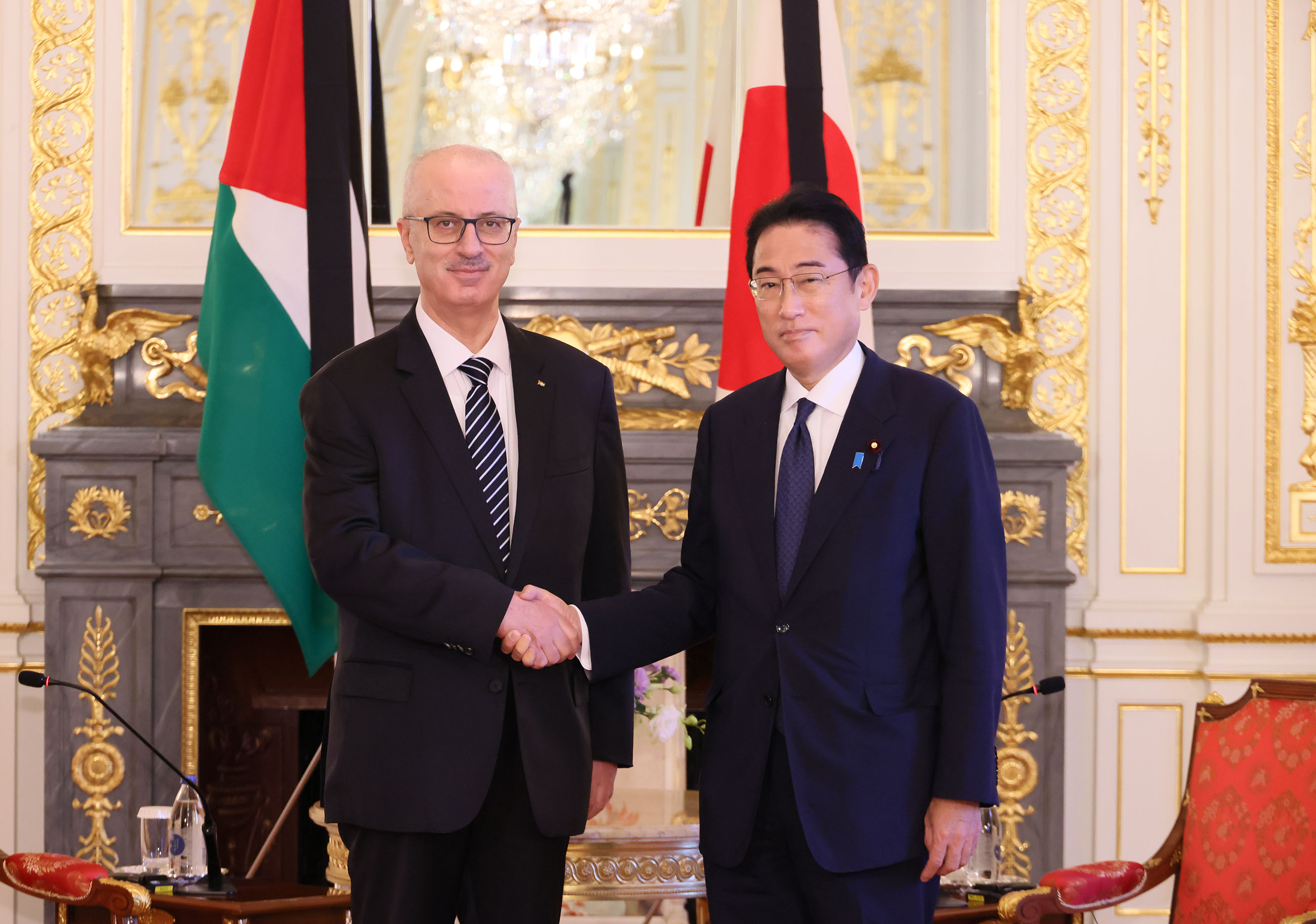
رامي حمد الله؛ الرئيس الحالي للجنة الانتخابات المركزية منذ 20 أبريل 2024

لجنة الانتخابات المركزية الفلسطينية هي هيئة مستقلة تتولى مسؤولية الإدارة والإشراف على الانتخابات الرئاسية والتشريعية والمحلية في دولة فلسطين. تأسست عام 1995 وجرى لاحقًا حلها وإعادة تشكيلها في عام 2002. تتكون اللجنة من تسعة أعضاء يتم اختيارهم من بين كبار القضاة والمحامين والأكاديميين الفلسطينيين الذين يتم تعيينهم من قبل رئيس السلطة الوطنية الفلسطينية من خلال المراسيم الرئاسية التي تصدر بهذا الشأن. كما يقوم رئيس السلطة بتعين رئيس وأمين عام للجنة من بين الأعضاء.
يرأس اللجنة حالياً الدكتور رامي حمد الله.

## التاريخ

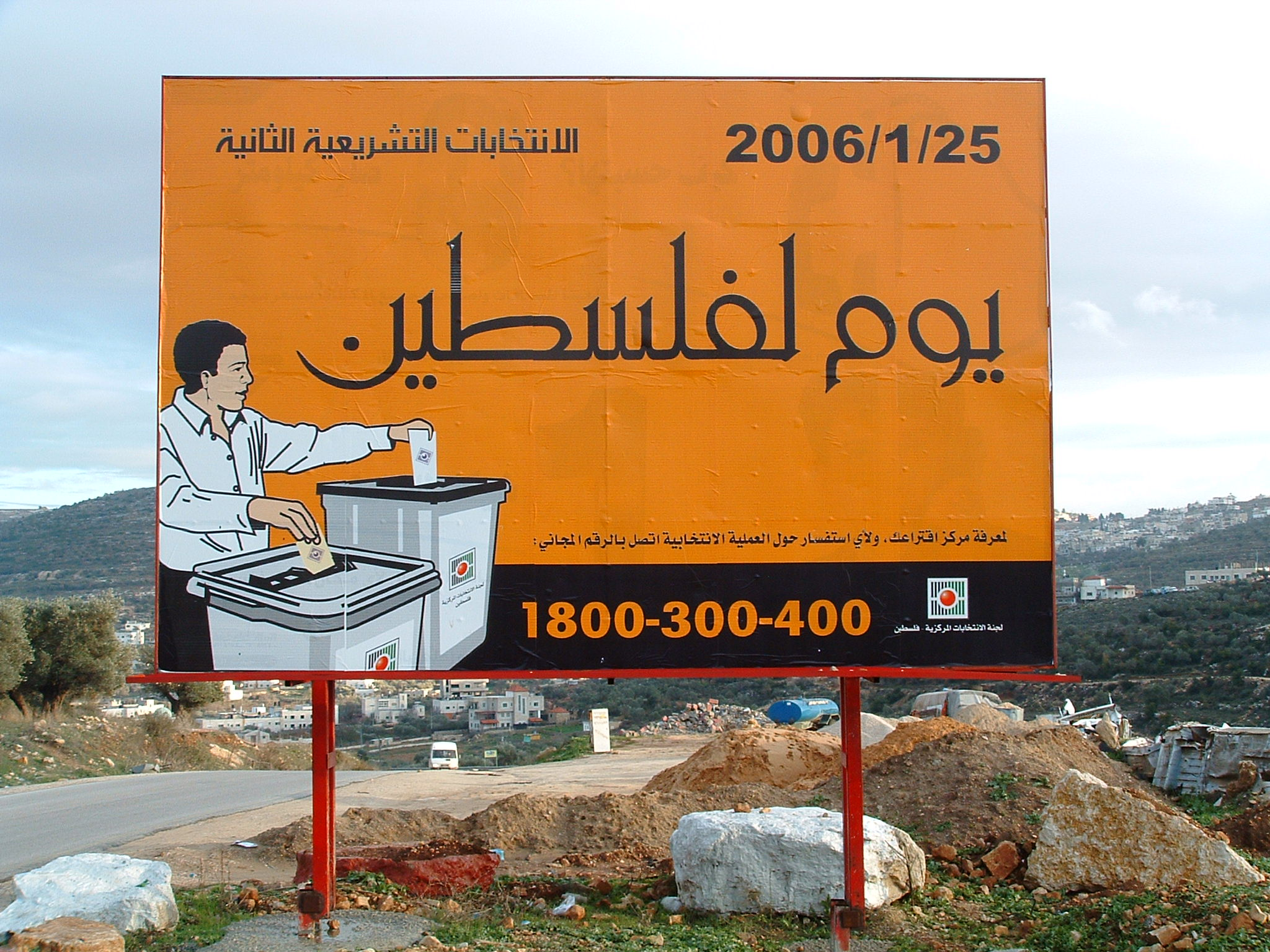
إعلان لانتخابات المجلس التشريعي الثانية

تأسست لجنة الانتخابات المركزية في شهر تشرين أول من العام 2002 بموجب قانون الانتخابات العامة لسنة 1995. وقد أكد قانون الانتخابات الصادر في آب سنة 2005 على أن اللجنة هي «الهيئة العليا التي تتولى إدارة الانتخابات والإشراف عليها وتكون مسئولة عن التحضير لها وتنظيمها واتخاذ جميع الإجراءات اللازمة لضمان نزاهتها وحريتها». كما وأكدت المادة 22 منه على اعتبار اللجنة مؤسسةً دائمةً تتمتع بشخصية اعتبارية، واستقلال إداري ومالي.

## التكوين
تتألف اللجنة من تسعة أعضاء، بمن فيهم الرئيس والأمين العام، والذين يتم تعيينهم بموجب مرسوم رئاسي من قبل رئيس السلطة الوطنية الفلسطينية (المادة 19 من قانون الانتخابات) لولاية تمتد لأربعة أعوام، من بين القضاة وكبار الأكاديميين والمحامين ذوي الخبرة، والمشهود لهم بنزاهتهم وحيادهم السياسي، حيث حدد القانون في المادة 20 منه الشروط الواجب توافرها في من يتم تعيينهم لعضوية اللجنة. وتقوم الإدارة الانتخابية، بقيادة المدير التنفيذي للجنة والذي يتم تعيينه بقرار منها، على تنفيذ مهام اللجنة، وتتألف من مكتب الانتخابات المركزي ومقره في مدينة البيرة، ومكتب الانتخابات الإقليمي في قطاع غزة، بالإضافة إلى مكتب انتخابي في كل واحدة من الدوائر الانتخابية النيابية البالغ عددها 16 دائرة.
تختص اللجنة بالإشراف التام على تنظيم وتنفيذ العمليات الانتخابية وما يتعلق بها، حيث حدد القانون المذكور (المادة 23)، مجموعة المهام والصلاحيات الأساسية التي تضطلع بها لجنة الانتخابات المركزية، ومنها على سبيل المثال لا الحصر:
تطبيق أحكام القانون والأنظمة الصادرة بموجبه؛ إعداد مشاريع الأنظمة وفقًا لأحكام القانون؛ وضع وثيقة شرف خاصة بالمراقبين والوكلاء؛ وضع اللوائح الداخلية المنظمة لعملها؛ تعيين الموظفين والمستشارين العاملين في مكاتبها؛ الإشراف على إدارة وعمل مكاتب الدوائر الانتخابية ومكتب الانتخابات المركزي ومراقبة تنفيذها لأحكام القانون؛ تسجيل القوائم الانتخابية والرموز الدالة على كل منها؛ الموافقة على طلبات الترشيح لمنصب الرئيس ولعضوية المجلس التشريعي وإعداد قوائم المرشحين النهائية ونشرها؛ تنظيم حملات التثقيف المدني والإعلامي؛ البت في الاعتراضات؛ اعتماد المراقبين المحليين والدوليين؛ إعلان النتائج النهائية، إلخ.
وبموجب قانون انتخاب مجالس الهيئات المحلية رقم (10) لسنة 2005، أصبحت لجنة الانتخابات المركزية مسئولة كذلك عن تنظيم الانتخابات المحلية والإشراف عليها، بالإضافة إلى مسؤولياتها المتعلقة بانتخاب رئيس السلطة الوطنية الفلسطينية وأعضاء المجلس التشريعي.
انطلاقاً من تعدد وأهمية المسؤوليات والمهام التي أرادها لها المشرع الفلسطيني، يمكننا القول بأن للجنة الانتخابات المركزية مهمة مجتمعية هامة وبارزة، تتمثل في الإسهام بتوفير أسباب ووسائل تعزيز السلم الاجتماعي، حيث أنها تعمل على تمكين المواطن من المشاركة بشكل فاعل في الشأن العام، من خلال انتخاب ممثليه بحرية، في الوقت الذي يتفاعل فيه، من خلال العملية الانتخابية، مع مواقف واحتياجات الآخرين، ويتمكن من سبل استيعابها وتقبل شرعيتها.
ولقد قامت اللجنة حتى الآن بتنظيم عدة عمليات وفعاليات انتخابية بنجاح ملحوظ، بما فيها انتخاب رئيس السلطة الوطنية الفلسطينية في كانون الثاني 2005 وانتخابات أعضاء المجلس التشريعي في يناير 2006، وانتخابات مجالس الهيئات المحلية في تشرين أول 2012، بالإضافة إلى عدة عمليات لتسجيل الناخبين وتحديث السجلات الانتخابية كان اخرها عملية تحديث سجل الناخبين على صعيد الوطن كافة (الضفة الغربية وقطاع غزة) في شباط 2013.